# Pervenstvo Futbol'noj Nacional'noj Ligi 2018-2019
La Pervenstvo Futbol'noj Nacional'noj Ligi 2018-2019, nota anche come PFN Ligi 2018-2019 è la ventisettesima edizione della seconda serie del campionato russo di calcio. Vide la vittoria finale del Tambov, che venne promosso in Prem'er-Liga assieme al Soči. Capocannoniere del torneo fu Maksim Barsov, attaccante del PFK Soči, con 19 reti realizzate.

## Stagione

### Novità
Dalla PFN Ligi 2017-2018 vennero promossi in Prem'er-Liga l'Orenburg, il Kryl'ja Sovetov Samara e lo Enisej, vincitore dei play-off, mentre sul campo vennero retrocessi in PPF Ligi il Rotor, il Luč-Ėnergija, il Tjumen' e il Fakel Voronež. Dalla Prem'er-Liga vennero retrocessi l'Anži, perdente i play-off, il Tosno e lo SKA-Chabarovsk. Dalla Pervenstvo PFL vennero promossi il Čertanovo, l'Ararat Mosca, l'Armavir, il Mordovija e il Sachalin, vincitori dei cinque gironi.
Prima dell'inizio della stagione tutte e quattro le squadre retrocesse sul campo vennero riammesse a seguito di una serie di rinunce all'iscrizione:
- l'11 maggio 2018 nessuna delle squadre partecipanti al girone est della Pervenstvo Professional'noj Futbol'noj Ligi 2017-2018, incluso il vincitore Sachalin, aveva applicato per una licenza di club professionista, così che il numero di retrocessioni venne ridotto a quattro[2];
- il 28 maggio 2018 il Volgar' Astrachan' rinunciò alla categoria per iscriversi nella stagione successiva in Pervenstvo Professional'noj Futbol'noj Ligi, così che il Rotor venne riamesso[3];
- il 30 maggio 2018 il Kuban', il Tosno e l'Ararat Mosca non ottennero la licenza di partecipazione alla PFN Ligi, così che il Luč-Ėnergija, il Tjumen' e il Fakel Voronež vennero riammesse[4].

A seguito della mancata iscrizione dell'Amkar Perm' in Prem'er-Liga, l'Anži venne riammesso, di conseguenza il Krasnodar-2 venne riammesso in PFN Ligi.
Inoltre, la Dinamo San Pietroburgo spostò la propria sede a Soči e cambiò denominazione in P.F.K. Soči, mentre l'Olimpiec Nižnij Novgorod cambiò denominazione in Nižnij Novgorod e il Luč-Ėnergija in Luč Vladivostok.

### Formula
Le 20 squadre si affrontano in un girone all'italiana con partite di andata e ritorno, per un totale di 38 giornate. Le prime due classificate vengono promosse direttamente in Prem'er-Liga, mentre le ultime cinque classificate retrocedono in Pervenstvo Professional'noj Futbol'noj Ligi. La terza e la quarta classificata giocano uno spareggio promozione/retrocessione contro terzultima e quartultima di Prem'er-Liga. Le squadre formazioni riserve di club di massima serie non possono essere promosse.

## Squadre partecipanti
| Squadra         | Stagione | Città           | Stadio                  | Stagione precedente                               |
| --------------- | -------- | --------------- | ----------------------- | ------------------------------------------------- |
| Armavir         | dettagli | Armavir         | Stadio Junost'          | 1º posto nel girone sud di Pervenstvo PFL         |
| Avangard Kursk  | dettagli | Kursk           | Stadio Trudovye rezervy | 11º posto in PFN Ligi                             |
| Baltika         | dettagli | Kaliningrad     | Arena Baltika           | 5º posto in PFN Ligi                              |
| Čertanovo       | dettagli | Mosca           | Arena Čertanovo         | 1º posto nel girone ovest di Pervenstvo PFL       |
| Chimki          | dettagli | Chimki          | Stadio Rodina           | 13º posto in PFN Ligi                             |
| Fakel Voronež   | dettagli | Voronež         | Tsentralnyi Profsoyuz   | 20º posto in PFN Ligi                             |
| Krasnodar-2     | dettagli | Krasnodar       | Stadio Kuban'           | 4º posto nel girone sud di Pervenstvo PFL         |
| Luč Vladivostok | dettagli | Vladivostok     | Stadio Dinamo           | 18º posto in PFN Ligi                             |
| Mordovija       | dettagli | Saransk         | Mordovia Arena          | 1º posto nel girone Volga-Urali di Pervenstvo PFL |
| Nižnij Novgorod | dettagli | Nižnij Novgorod | Stadio Nižnij Novgorod  | 12º posto in PFN Ligi                             |
| Soči            | dettagli | Soči            | Stadio Olimpico Fišt    | 6º posto in PFN Ligi                              |
| Rotor           | dettagli | Volgograd       | Volgograd Arena         | 17º posto in PFN Ligi                             |
| Sibir'          | dettagli | Novosibirsk     | Stadio Spartak          | 7º posto in PFN Ligi                              |
| Šinnik          | dettagli | Jaroslavl'      | Stadio Šinnik           | 8º posto in PFN Ligi                              |
| SKA-Chabarovsk  | dettagli | Chabarovsk      | Stadio Lenin            | 16º posto in Prem'er-Liga                         |
| Spartak-2 Mosca | dettagli | Mosca           | Accademia Spartak       | 14º posto in PFN Ligi                             |
| Tambov          | dettagli | Tambov          | Spartak Stadium         | 4º posto in PFN Ligi                              |
| Tjumen'         | dettagli | Tjumen'         | Stadio Geolog           | 19º posto in PFN Ligi                             |
| Tom' Tomsk      | dettagli | Tomsk           | Stadio Trud             | 15º posto in PFN Ligi                             |
| Zenit-2         | dettagli | San Pietroburgo | Stadio Petrovskij       | 16º posto in PFN Ligi                             |

## Classifica finale
|  | Pos. | Squadra         | Pt | G  | V  | N  | P  | GF | GS | DR  |
|  | ---- | --------------- | -- | -- | -- | -- | -- | -- | -- | --- |
|  | 1.   | Tambov          | 73 | 38 | 21 | 10 | 7  | 55 | 35 | +20 |
|  | 2.   | Soči            | 69 | 38 | 19 | 12 | 7  | 63 | 34 | +29 |
|  | 3.   | Tom' Tomsk      | 64 | 38 | 17 | 13 | 8  | 40 | 25 | +15 |
|  | 4.   | Nižnij Novgorod | 62 | 38 | 18 | 8  | 12 | 41 | 31 | +10 |
|  | 5.   | Čertanovo       | 61 | 38 | 17 | 10 | 11 | 65 | 53 | +12 |
|  | 6.   | Šinnik          | 60 | 38 | 16 | 12 | 10 | 42 | 31 | +11 |
|  | 7.   | SKA-Chabarovsk  | 58 | 38 | 15 | 13 | 10 | 46 | 41 | +5  |
|  | 8.   | Avangard Kursk  | 56 | 38 | 16 | 8  | 14 | 48 | 42 | +6  |
|  | 9.   | Chimki          | 53 | 38 | 14 | 11 | 13 | 47 | 49 | -2  |
|  | 10.  | Krasnodar-2     | 51 | 38 | 12 | 15 | 11 | 45 | 52 | -7  |
|  | 11.  | Rotor           | 50 | 38 | 12 | 14 | 12 | 34 | 36 | -2  |
|  | 12.  | Mordovija       | 47 | 38 | 12 | 11 | 15 | 37 | 46 | -9  |
|  | 13.  | Luč Vladivostok | 47 | 38 | 10 | 17 | 11 | 29 | 28 | +1  |
|  | 14.  | Spartak-2 Mosca | 46 | 38 | 12 | 10 | 16 | 45 | 47 | -2  |
|  | 15.  | Armavir         | 44 | 38 | 10 | 14 | 14 | 32 | 44 | -12 |
|  | 16.  | Baltika         | 42 | 38 | 10 | 12 | 16 | 38 | 52 | -14 |
|  | 17.  | Fakel Voronež   | 41 | 38 | 9  | 14 | 15 | 36 | 40 | -4  |
|  | 18.  | Sibir'          | 37 | 38 | 8  | 13 | 17 | 28 | 45 | -17 |
|  | 19.  | Zenit-2         | 28 | 38 | 7  | 7  | 24 | 33 | 57 | -24 |
|  | 20.  | Tjumen' (-6)    | 25 | 38 | 5  | 16 | 17 | 30 | 46 | -16 |

Legenda:
      Promossa in Prem'er-Liga 2019-2020.
 Ammessa agli spareggi promozione/retrocessione.
      Retrocessa in Pervenstvo Professional'noj Futbol'noj Ligi 2019-2020.
Note:
Tre punti a vittoria, uno a pareggio, zero a sconfitta.
Il Tjumen' sconta 6 punti di penalizzazione.
Successivamente, il Baltika e il Fakel Voronež sono stati riammessi per la stagione 2019-2020.

## Risultati
|                 | Arm  | Ava  | Bal  | Čer  | Chi  | Fak  | Kra  | Luč  | Mor  | NiN  | Soč  | Rot  | Sib  | Šin  | SKA  | SpM  | Tam  | Tju  | Tom  | Zen  |
| --------------- | ---- | ---- | ---- | ---- | ---- | ---- | ---- | ---- | ---- | ---- | ---- | ---- | ---- | ---- | ---- | ---- | ---- | ---- | ---- | ---- |
| Armavir         | –––– | 0-0  | 2-2  | 1-3  | 0-2  | 4-1  | 3-3  | 1-1  | 0-1  | 2-1  | 0-3  | 2-2  | 0-1  | 0-0  | 2-0  | 0-0  | 1-3  | 1-0  | 0-0  | 1-0  |
| Avangard Kursk  | 1-0  | –––– | 0-2  | 2-1  | 4-0  | 1-0  | 1-1  | 2-2  | 2-0  | 1-1  | 2-1  | 1-0  | 3-2  | 1-2  | 1-1  | 3-2  | 0-0  | 2-0  | 0-0  | 2-1  |
| Baltika         | 1-1  | 2-1  | –––– | 2-0  | 2-1  | 0-2  | 1-4  | 0-2  | 1-0  | 1-2  | 2-2  | 1-1  | 1-0  | 1-1  | 1-0  | 2-0  | 1-2  | 1-1  | 1-0  | 0-2  |
| Čertanovo       | 1-1  | 3-2  | 3-1  | –––– | 2-1  | 2-1  | 3-0  | 1-1  | 0-2  | 3-1  | 2-6  | 1-1  | 2-1  | 0-1  | 2-2  | 1-0  | 0-1  | 4-0  | 1-1  | 4-0  |
| Chimki          | 2-3  | 3-1  | 3-3  | 3-2  | –––– | 1-1  | 3-0  | 2-1  | 1-1  | 0-2  | 0-0  | 1-1  | 1-1  | 1-0  | 0-0  | 1-3  | 2-0  | 2-1  | 0-1  | 3-0  |
| Fakel Voronež   | 0-0  | 3-2  | 1-1  | 1-1  | 2-0  | –––– | 0-0  | 1-1  | 1-2  | 1-0  | 1-2  | 0-0  | 0-1  | 3-0  | 1-3  | 3-0  | 0-0  | 1-1  | 0-0  | 2-2  |
| Krasnodar-2     | 0-0  | 0-2  | 2-1  | 3-1  | 4-2  | 1-2  | –––– | 2-1  | 1-2  | 0-2  | 0-2  | 0-0  | 1-1  | 1-1  | 1-1  | 0-3  | 2-0  | 0-0  | 1-1  | 2-1  |
| Luč Vladivostok | 3-0  | 1-0  | 0-0  | 0-0  | 0-1  | 1-0  | 0-1  | –––– | 0-1  | 1-0  | 0-1  | 1-0  | 1-0  | 0-2  | 0-2  | 2-0  | 0-1  | 1-1  | 2-2  | 1-0  |
| Mordovija       | 2-1  | 1-4  | 1-0  | 1-2  | 1-1  | 1-1  | 1-2  | 0-0  | –––– | 2-2  | 0-2  | 1-0  | 3-0  | 0-0  | 0-1  | 0-1  | 1-3  | 1-1  | 0-1  | 1-0  |
| Nižnij Novgorod | 1-0  | 0-1  | 0-0  | 2-1  | 1-1  | 1-0  | 3-0  | 0-0  | 3-1  | –––– | 0-0  | 1-3  | 1-0  | 0-1  | 0-1  | 3-1  | 1-0  | 2-1  | 2-1  | 1-0  |
| PFK Soči        | 1-0  | 1-0  | 4-1  | 2-1  | 3-2  | 0-2  | 1-1  | 2-2  | 0-2  | 0-1  | –––– | 4-2  | 4-1  | 0-0  | 2-0  | 0-1  | 0-0  | 1-1  | 3-1  | 2-0  |
| Rotor           | 0-1  | 1-0  | 1-0  | 1-2  | 1-0  | 1-2  | 1-0  | 1-0  | 1-1  | 2-1  | 1-1  | –––– | 2-0  | 1-3  | 2-2  | 0-0  | 1-2  | 2-1  | 0-0  | 1-1  |
| Sibir'          | 0-1  | 1-0  | 2-1  | 1-2  | 1-2  | 2-0  | 0-0  | 0-0  | 0-0  | 0-0  | 0-1  | 1-1  | –––– | 0-2  | 1-1  | 1-0  | 0-2  | 2-0  | 1-0  | 0-1  |
| Šinnik          | 0-0  | 4-2  | 1-0  | 3-3  | 0-1  | 1-0  | 2-2  | 0-0  | 1-2  | 1-0  | 1-1  | 0-0  | 2-1  | –––– | 1-1  | 1-1  | 3-0  | 1-0  | 1-0  | 1-0  |
| SKA-Chabarovsk  | 3-0  | 1-0  | 1-1  | 1-3  | 0-1  | 2-1  | 2-2  | 0-0  | 2-1  | 1-0  | 2-2  | 0-1  | 1-1  | 1-0  | –––– | 1-0  | 1-2  | 2-1  | 1-0  | 3-1  |
| Spartak-2 Mosca | 1-2  | 0-0  | 2-1  | 0-2  | 0-1  | 2-1  | 2-3  | 2-2  | 4-0  | 1-2  | 1-1  | 2-0  | 3-0  | 1-4  | 2-1  | –––– | 2-2  | 0-0  | 1-1  | 1-1  |
| Tambov          | 0-1  | 3-1  | 2-0  | 2-2  | 3-0  | 0-0  | 1-2  | 2-1  | 2-2  | 0-0  | 0-3  | 1-0  | 3-1  | 1-0  | 3-2  | 2-0  | –––– | 1-1  | 3-0  | 2-1  |
| Tjumen'         | 1-0  | 0-1  | 4-1  | 1-1  | 0-0  | 1-1  | 0-1  | 0-0  | 1-1  | 2-1  | 2-1  | 0-1  | 0-0  | 3-2  | 1-1  | 1-2  | 1-3  | –––– | 1-2  | 1-2  |
| Tom' Tomsk      | 3-0  | 1-0  | 1-1  | 3-1  | 2-0  | 2-0  | 0-0  | 0-0  | 1-0  | 0-1  | 1-0  | 2-0  | 1-1  | 2-0  | 4-1  | 2-1  | 1-1  | 1-0  | –––– | 1-0  |
| Zenit-2         | 1-1  | 1-2  | 0-1  | 1-2  | 2-2  | 1-0  | 5-2  | 0-1  | 3-1  | 1-2  | 1-4  | 0-1  | 2-2  | 1-0  | 0-1  | 0-3  | 1-2  | 0-0  | 0-1  | –––– |

## Spareggi promozione-retrocessione
|                        | Risultati |                        | Luogo e data                    |
| ---------------------- | --------- | ---------------------- | ------------------------------- |
| Ufa                    | 2 - 0     | Tom' Tomsk             | Ufa, 30 maggio 2019             |
| Tom' Tomsk             | 1 - 0     | Ufa                    | Tomsk, 2 giugno 2019            |
|                        |           |                        |                                 |
| Nižnij Novgorod        | 1 - 3     | Kryl'ja Sovetov Samara | Nižnij Novgorod, 30 maggio 2019 |
| Kryl'ja Sovetov Samara | 0 - 1     | Nižnij Novgorod        | Samara, 2 giugno 2019           |
|                        |           |                        |                                 |

## Statistiche

### Classifica marcatori
| Gol |  |  | Giocatore           | Squadra         |
| --- |  |  | ------------------- | --------------- |
| 19  |  |  | Maksim Barsov       | PFK Soči        |
| 14  |  |  | Igor Lebedenko      | Fakel Voronež   |
| 13  |  |  | Vladimir Obuchov    | Tambov          |
| 12  |  |  | Maxim Glušenkov     | Čertanovo       |
| 12  |  |  | Vladislav Sarveli   | Čertanovo       |
| 11  |  |  | Anton Zinkovskij    | Čertanovo       |
| 10  |  |  | Roman Akbašev       | Avangard Kursk  |
| 10  |  |  | Il'ja Kucharčuk     | Chimki          |
| 10  |  |  | Vladislav Panteleev | Spartak-2 Mosca |
| 10  |  |  | Evgenij Pesegov     | PFK Soči        |
| 10  |  |  | Daniil Utkin        | Krasnodar 2     |